# Ronny Rößler
Ronny Rößler (* 15. Mai 1965 in Stollberg) ist ein deutscher Paläontologe und Paläobotaniker.

## Leben
Nach der Ausbildung zum Facharbeiter im Bergbau studierte er 1987 bis zum Diplom 1992 Geologie an der Bergakademie Freiberg und wurde 1995 bei Jörg W. Schneider summa cum laude promoviert (Litho- und Biofaziesmuster des kontinentalen Oberkarbon und Rotliegend in Norddeutschland – Grundlagen für die stratigraphische Interpretation von Tiefbohrungen). Danach lehrte er Paläobotanik in Freiberg und wurde 1995 Direktor des Naturkundemuseums Chemnitz. 2003 habilitierte er sich in Freiberg (Beiträge zur Paläontologie und Taphonomie fossiler Farne aus den jungpaläozoischen versteinerten Wäldern von Chemnitz/Deutschland und Araguaina/Brasilien).
Er ist für Forschungen und weitere Ausgrabungen zum fossilen Wald von Chemnitz (Riesenschachtelhalme, Baumfarne (Psaronius) aus dem Rotliegend des Perm) bekannt. 2000/2001 gestaltete er die Ausstellung dazu im Naturkundemuseum Chemnitz (Sterzeleanum) neu und gab ein Buch dazu heraus. Neben fossilisierten Wäldern besonders des Perm (auch in Araguaína, Brasilien) befasst er sich mit fossilen Spinnen.
2006 erhielt er den Friedrich-von-Alberti-Preis.

## Schriften
- Herausgeber: Der versteinerte Wald von Chemnitz: Katalog zur Ausstellung Sterzeleanum. Museum für Naturkunde, Chemnitz 2001. ISBN 3-00-007446-5.
- Der größte Schachtelhalm der Welt und Ein Holz aus edlen Steinen, in: T. Martin, Wighart von Koenigswald, G. Radtke, J. Rust (Hrsg.) Paläontologie. 100 Jahre Paläontologische Gesellschaft. München: Pfeil 2012,  S. 42–43 und 92–93
- Einzigartig und dennoch ausgestorben – Die Schachtelhalm-Giganten des Perms, Fossilien, Heft 2, 2006, S. 87–92,
- Artikel: Methoden für das Studium strukturerhaltener Pflanzenfossilien, Die steinernen Bäume vom Kyffhäuser, Zwischen kostbarem Erbe und eigenem Erleben - Paläobotanische Forschungen im Perm von Chemnitz, Psaronienwälder am Fuße der Vulkane, Neues von Araguaina, in: U. Dernbach, W. D. I. Tidwell (Hrsg.): Geheimnisse versteinerter Pflanzen - Faszination aus Jahrmillionen, Heppenheim: D’ORO-Verlag 2002
- Arachniden-Neufunde im mitteleuropäischen Unterkarbon bis Perm - Beitrag zur Revision der Familie Aphantomartidae Petrunkevitch 1945 (Arachnida, Trigonotarbida), Paläontologische Zeitschrift, 72, 1998, S. 67–88
- mit M. Barthel: Rotliegend taphocoenoses preservation favoured by rhyolitic explosive volcanism, Freiberger Forschungsheft, C 474, 1998, S. 59–101
- Farnwälder, Glutwolken und Salzwüsten. Das Perm, Biologie in unserer Zeit, Band 33, 2003, Nr. 4, S. 244–251